# Tranvia Viareggio-Camaiore
La tranvia Viareggio-Camaiore era una linea con trazione a vapore che, fortemente voluta dal comune di Camaiore, collegò tale città con Viareggio dal 1900 al 1938. La sua esistenza, sempre caratterizzata da basse prestazioni dei convogli e da un traffico merci non significativo, terminò all'indomani della soppressione della vecchia stazione di Viareggio, all'interno della quale faceva capolinea.

## Storia

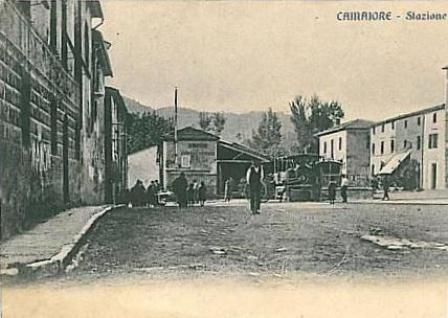
Camaiore, la stazione tranviaria in una cartolina d'epoca

Falliti i numerosi tentativi di collegare Camaiore, allora terzo comune della provincia di Lucca per dimensioni e popolazione, con la rete ferroviaria in via di costituzione, il 10 luglio 1894 il Comune affidò all'ingegnere Pietro Pettini di Lucca l'incarico di progettare una tranvia a vapore da Camaiore a Viareggio. Questi si avvalse della collaborazione del collega F. C. Jacobi, che fu coinvolto altresì nella costruzione della linea Pisa-Pontedera/Calci.
Ottenute a livello locale le relative autorizzazioni, il progetto fu sottoposto al giudizio del Consiglio superiore dei Lavori pubblici, che impose di contenere i tratti in sede propria a soli 1.497 metri. Con tali modifiche, al Comune di Camaiore fu definitivamente affidata la concessione con regio decreto del 12 aprile 1889, n. 89.
Il comune affidò a sua volta la concessione per la costruzione e l'esercizio nei primi 30 anni ad una società privata di Viareggio, la Massagli, Malfatti e Berrettini (Massagli & C.), che avrebbe ricevuto dai due comuni interessati e dalla provincia un contributo anno di 5.000 lire. L'inaugurazione, senza cerimonie solenni in conseguenza dell'attentato mortale subito dal re Umberto I pochi giorni prima, avvenne l'8 agosto 1900.
Il servizio proseguì senza fatti degni di nota, eccezion fatta per il tentativo fallito di riscatto della concessione da parte del Comune di Camaiore, fino al termine della prima guerra mondiale. La crisi economica degli anni trenta e la crescente concorrenza stradale suggerirono piani di ammodernamento, ampliamento ed elettrificazione mai attivati finché nel 1926 avvennero due deragliamenti in conseguenza dei quali, dopo una breve sospensione del servizio, il Comune di Camaiore assunse la gestione straordinaria della linea attuando alcuni ormai indispensabili interventi di manutenzione ed un parziale rinnovo del materiale rotabile.
Il 2 dicembre 1930 una nuova concessione venne dunque rilasciata al comune, che aveva elaborato un significativo piano di rilancio della tranvia, sospesa nel 1938 in conseguenza di una causa intentata dalla precedente concessionaria Massagli & C.
In conseguenza dell'attivazione della nuova stazione di Viareggio, avvenuta nel 1936, la tranvia subì una forte contrazione di traffico, soprattutto passeggeri, che indusse alla sua definitiva chiusura, avvenuta il 30 maggio 1938.

## Caratteristiche
|  | Unknown route-map component "uexKBHFa" |

| Unknown route-map component "uexCONTgq" | Unknown route-map component "uexABZg+r" |

|  | Unknown route-map component "uexBHF" |

| Unknown route-map component "uexCONTgq" | Unknown route-map component "uexABZg+r" |

|  | Unknown route-map component "uexBHF" |

| Unknown route-map component "CONTr+f" | Unused straight waterway |

| Small bridge over water | Unknown route-map component "uexWBRÜCKE1" |

| Unknown route-map component "LSTR" | Unknown route-map component "uexHST" |

| Unknown route-map component "LSTR" | Unknown route-map component "uexHST" |

| Small bridge over water | Unknown route-map component "uexWBRÜCKE1" |

| Unknown route-map component "eBHF" | Unknown route-map component "uexKBHFe" |

| Continuation forward |

La linea, armata con rotaie leggere di differenti pesi lineari, aveva lo scartamento standard di 1.445 mm e presentava un andamento molto accidentato sia per le numerose curve di stretto raggio che per le diverse livellette incontrate, che raggiungevano il 55 per mille. L'unico tratto favorevole era quello che seguiva la via provinciale Camaiore-Viareggio, sulla quale il binario era posato dal lato del torrente. La lunghezza totale risultava di 10,116 km.

### Percorso
Il tracciato originava, a Camaiore, presso la porta Nuova, nell'attuale piazza XXIX Maggio, dove era presente una vera e propria stazione tranviaria costituita da un'area cintata che ospitava, oltre ad un fabbricato viaggiatori in legno (poi ricostruito in muratura), una rimessa ed un deposito officina.
Il tratto in uscita dall'abitato presentava forti livellette e diverse curve e controcurve, che consentivano fra l'altro di aggirare l'oratorio di San Lazzaro, oggi fortemente ridimensionato dal "taglio" operato per allargare la strada Lucca-Camaiore-Viareggio (via dello Stadio), prima di immettersi sulla via provinciale che tutt'oggi corre lungo l'argine del fiume Camaiore, detto anche, nel tratto più ad ovest, fosso dell'Abate.
Il raccordo con un'altra cava, posta in località Duccini, fu aperto nel 1929; parte delle spese furono coperte dal concessionario di tale cava, Carlo Gigliotti.
Presso il cosiddetto ponte di Sasso esisteva un raddoppio di binari di fronte al Restaurant, una caratteristica costruzione a chalet che sorgeva nell'angolo a nord est dell'incrocio con la via Sarzanese, laddove oggi è presente un semplice slargo lungo il fiume.
Raggiunta la località Cateratte, ormai in prossimità della ferrovia Tirrenica, la tranvia imboccava un breve tratto in sede propria che consentiva di impegnare un ponte trasversale in ferro sul Camaiore per poi affiancarsi al sedime ferroviario fino al passaggio a livello detto della Rondinella. Da qui il binario tranviario riprendeva la viabilità stradale lungo la via Emilia.
In prossimità del casello daziario, era presente un altro binario di raddoppio ed un raccordo con la segheria marmifera Guarnieri & C., realizzati contestualmente nel 1908.
Superata tale fermata veniva poi percorsa via Zendrini, un'arteria oggi scomparsa intitolata all'ingegnere veneto Bernardo Zendrini che nel 1741 realizzò le cateratte sul Burlamacca, proprio nella zona in cui la tranvia scavalcava tale canale per immettersi infine nel piazzale ferroviario della stazione di Viareggio, oggi impianto soppresso di Viareggio Scalo. Un binario di regresso consentiva alle locomotive di rimettersi in testa ai convogli.
Proprio in via Zendrini era presente una fermata, con annessa sala d'aspetto, per i viaggiatori che non dovevano percorrere la tratta da qui alla stazione.

## Materiale rotabile
Assieme a 15 veicoli rimorchiati per il servizio passeggeri e merci, la tranvia dispose dall'inizio di 2 locomotive tranviarie fornite dalla Ernesto Breda di Milano. Secondo talune fonti all'inizio prestò servizio sulla Viareggio-Camaiore anche un'unità di proprietà della non distante tranvia Lucca-Ponte a Moriano.
Nel 1909 fu acquisita una terza locomotiva a 2 assi, di costruzione Henschel.

### Materiale motore - prospetto di sintesi
| Unità        | Anno di costruzione | Costruttore | N. costruzione | Tipo                                 | Note                                                                      |
| ------------ | ------------------- | ----------- | -------------- | ------------------------------------ | ------------------------------------------------------------------------- |
| n. 1         | 1899                | Breda       | 366            | A 2 assi, tipo "Castel San Giovanni" |                                                                           |
| n. 2         | 1900                | Breda       | 559            | A 2 assi, tipo "Castel San Giovanni" | Coinvolta nei deragliamenti del 1926                                      |
| n. 3         | 1909                | Henschel    | 9014           | A 2 assi                             |                                                                           |
| n. 4 - Adele | 1895                | Henschel    | 1126           | A 2 assi                             | Ex Società Tramways di Torino, noleggiata nel 1926 dalla Tranvia Lucchese |
| n. 5         | ?                   | ?           | ?              | A 2 assi                             | Unità la cui esistenza è testimoniata da una fotografia presente in       |